# Igling
Igling är en kommun i Landkreis Landsberg am Lech i Regierungsbezirk Oberbayern i förbundslandet Bayern i Tyskland. Kommunen bildades 1 april 1971 genom en sammanslagning av kommunerna Oberigling och Unterigling.
Kommunen ingår i kommunalförbundet Igling tillsammans med kommunerna Hurlach och Obermeitingen.